# Resolució 1695 del Consell de Seguretat de les Nacions Unides
La Resolució 1695 del Consell de Seguretat de les Nacions Unides fou adoptada per unanimitat el 15 de juliol de 2006. Després de recordar les resolucions 825 (1993) i 1540 (2004) sobre Corea del Nord i la no proliferació de les armes de destrucció massiva respectivament, el Consell va prohibir la venda de material que milloraria la capacitat de la República Popular Democràtica de Corea (RPDC o Corea del Nord) per reforçar el seu programa de míssils balístics.

## Adopció i provisions
La resolució condemna les proves de llançament de míssils realitzades per Corea del Nord el 4 de juliol de 2006. La redacció i la força de la declaració va ser un compromís entre els Estats Units, Japó i França, favorables a una declaració dura i sancions i la República Popular de la Xina i Rússia, favorables a una declaració menys greu. La resolució no invoca el Capítol VII de la Carta de les Nacions Unides per petició de la Xina i Rússia. La resolució va ser presentada per Japó i patrocinada pels Estats Units.
La resolució prohibeix a tots els Estats membres de l'ONU vendre material o tecnologia per a míssils o armes de destrucció massiva a Corea del Nord, i de rebre míssils, armes prohibides o tecnologia de Pyongyang. També va demanar a Corea del Nord que tornés a unir-se a les converses a sis i s'abstingués de realitzar altres proves de míssils i nuclears. Un funcionari del Ministeri d'Afers Exteriors i Comerç de Corea del Sud va dir que "Corea del Nord haurà de reconèixer la realitat que la comunitat internacional s'està prenent els seus míssils i activitats nuclears més seriosament".

## Reacció nord-coreana
La resolució va ser rebutjada per Corea del Nord en un registre de 47 minuts segons l'ambaixador dels Estats Units a l'ONU John R. Bolton. Segons l'agència de notícies de l'estat nord-coreà, KCNA, la resolució era producte de la "política exterior hostil cap a la RPDC", que ha creat una situació "extremadament perillosa a la península de Corea". La declaració continua:
| « | Només els forts poden defensar la justícia en el món on avui preval la llei de la selva. Ni l'ONU ni ningú ens pot protegir. ... En primer lloc, la nostra República denuncia amb vehemència i refuta de manera rotunda la "resolució" del CSNU, producte de la política hostil dels Estats Units cap a la RPDC, i no n'hi estarà obligada com a mínim. En segon lloc, la nostra República reforçarà la seva guerra dissuasiva per a la defensa pròpia en tots els sentits, per tots els mitjans i mètodes, ja que la situació ha arribat a la pitjor fase a causa de l'acte summament hostil dels EUA. Defensarem amb fermesa la nostra ideologia i sistema triat per la nostra gent, fidel a la política Songun, una espasa atresorada. | » |

Corea del Nord va dir que la resolució era un "intent d'alguns països d'utilitzar malament el Consell de Seguretat". L'ambaixador de la RPDC davant les Nacions Unides, Pak Kil-Yon, va dir que el seu país "havia expressat la seva intenció d'estendre més enllà de 2003 la moratòria sobre el llançament de míssils, en l'esperit de la Declaració, sobre la premissa que Japó normalitzaria les seves relacions amb el seu país i canviaria el seu passat ... [Des que Japó] va abusar de la bona fe del seu país i va perseguir una política hostil."